# Rocca di Isola Polvese
Die Rocca di Isola Polvese ist eine Inselburg auf der Isola Polvese im Lago Trasimeno in Umbrien in Italien. Sie stammt aus dem 15. Jahrhundert und steht am Südufer dreihundert Meter westlich der Schiffanlegestelle.

## Geschichte

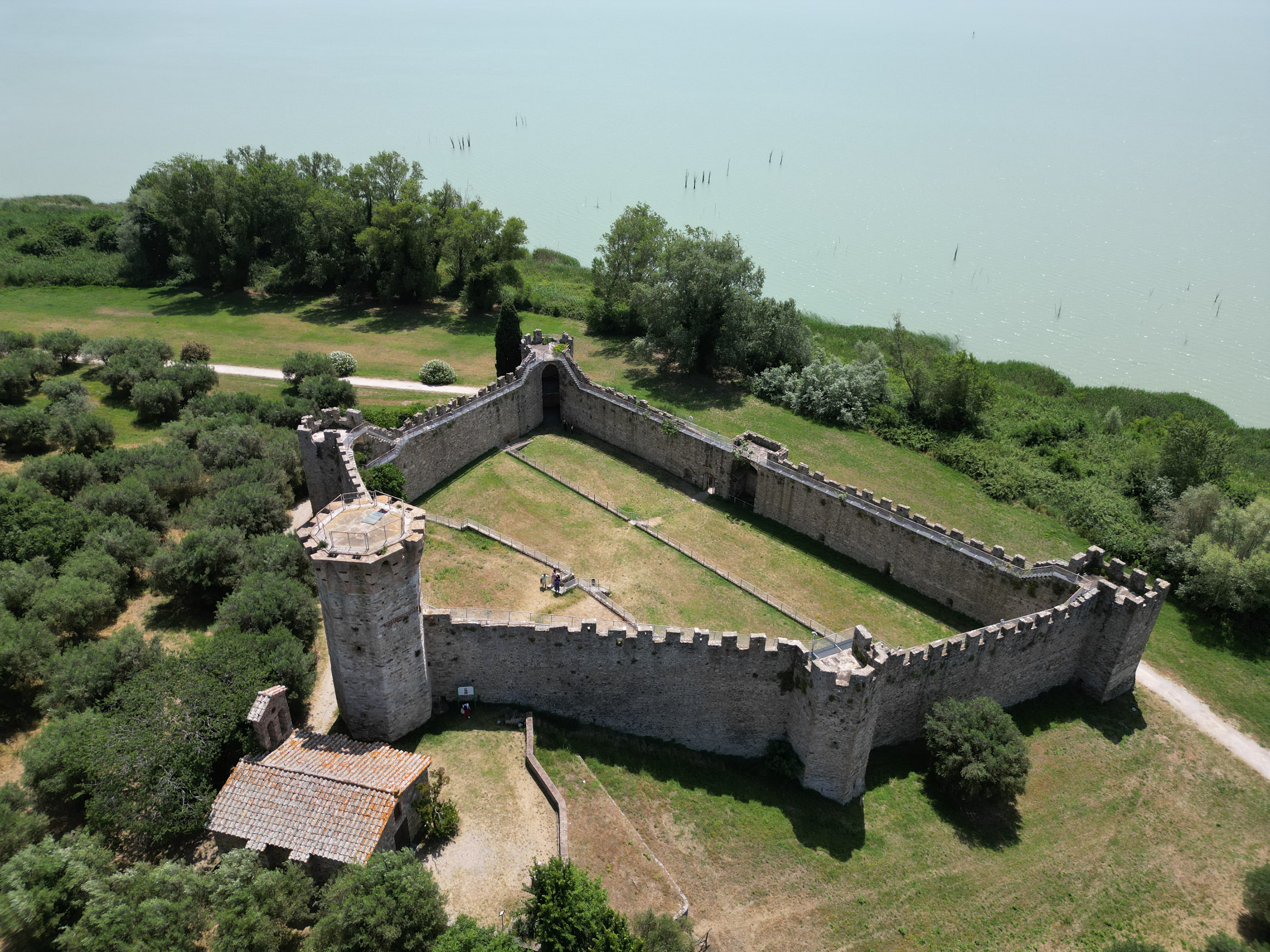
Von Nordwesten

Im Mittelalter wurden auf der Insel mehrere Kirchen errichtet, die größte war San Secondo, von der heute noch Ruinen zu sehen sind. In jener Zeit wurde in der Nähe der kleinen Siedlung mit dem Bau einer Burg zur Verteidigung und zum Schutz der Bewohner begonnen. Auch den Mönchen von San Secondo diente es als Schutz. Ein Adels- oder Herrschaftssitz war die Burg nie.
Der Bergfried stammt aus dem 11. Jahrhundert, er ist der älteste Teil der Anlage; die höher gelegenen Teile der Mauern entstand im 12. Jahrhundert. Der restliche Teil der Mauern und die Ecktürme wurden um 1430. gebaut.
Erwähnt wird die Rocca erstmals in Dokumenten des 15. Jahrhunderts. Die Bauarbeiten begannen im Jahr 1429, zwei Jahre später war der Bau beendet. Ein Schatzmeister dokumentierte: „Zu bezahlen zur Deckung der bereits getätigten und noch zu tätigenden Kosten für den Bau und die Errichtung der Festung, die derzeit auf der besagten Isola Polvese durchgeführt wird: Florentiner 168 Pfund 8“.
Während des Castro-Kriegs beherbergte die Festung 1643 eine große Militärgarnison unter dem Kommando von Hauptmann Martino Nini. Der Krieg war ein Konflikt zwischen dem Kirchenstaat und der Familie Farnese. Er wurde durch die Angriffe Papst Urbans VIII auf das Herzogtum Castro ausgelöst. Dies war das einzige militärischen Ereignis in der Geschichte der Festung Polvese.
In der Renaissance wurde das Verteidigungssystem durch den Einbau von Kanonen neu organisiert, wie Öffnungen in den Türmen auf zwei Ebenen zeigen. Die Kanonen gelangten jedoch nie zum Einsatz.
Der Verfall der Verteidigungsanlage begann 1625, als Papst Urban VIII. die Mönche von San Secondo aufgrund von Malaria und des feuchten Inselklimas in das Kloster Sant'Antonio a Porta Sole in Perugia verlegen ließ.
Von 2000 bis 2020 fanden auf der Isola Polvese umfangreiche Restaurierungsarbeiten statt, darunter auch die Wiederherstellung der Wehrburg. Ausgrabungen auf den Terrassen legten die Fundamente der ehemaligen Wohnstätten der Soldaten frei, die die Festung bewachten. Mauern und verzierter Keramikfragmente aus dem 14. bis 16. Jahrhundert zeugen von der Vergangenheit. Schriftstücke wie Urkunden oder andere historische Dokumente über den Bau und die Geschichte gibt es kaum.

## Der Bau
Die Burg hat einen unregelmäßigen fünfeckigen bzw. nahezu dreieckigen Grundriss mit fünf polygonalen Türmen an den Ecken. Erbaut wurde sie aus Kalkstein, Sandstein, Mergel und Ziegeln. Die längere Südseite ist etwa 85 Meter lang und reichte ursprünglich bis an den See. Von den beiden Ecktürmen aus folgen die Mauern dem natürlichen Geländeverlauf hoch bis zur Spitze der Anlage im Norden, wo der Bergfried steht. Er ist dem Gipfel der Insel zugewandt, überragt den Rest des Bauwerks und ist rund 15 Meter hoch. Er ist achteckig und besteht aus bearbeiteten Steinen, die im oberen Teil mit gut erhaltenen Terrakotta-Konsolen verziert sind. Aus rechteckigen Öffnungen, den Pechnasen, konnten Steine und kochendes Pech auf die Angreifer geworfen werden – was aber nie geschah.
Die Mauern und Türme sind etwa neun bis zehn Meter hoch. Die fünf Türme sind auf der Mauer mit einem durchgehenden mit Zinnen bewehrten Gang verbunden. Der sechste Turm in der Mitte der Südmauer wurde später eingefügt, um den Eingang zur Anlage zu schützen.
Das umschlossene Bereichs innerhalb der Mauern ist in drei Terrassen aufgeteilt, die durch zwei Stützmauern voneinander getrennt sind. Das Nord-Süd-Gefälle beträgt etwa zehn Meter. Die Anlage ist öffentlich zugänglich, aber der Aufgang zu der Mauerkrone ist nicht möglich. Hinter dem Bergfried steht die kleine Kirche San Giuliano.

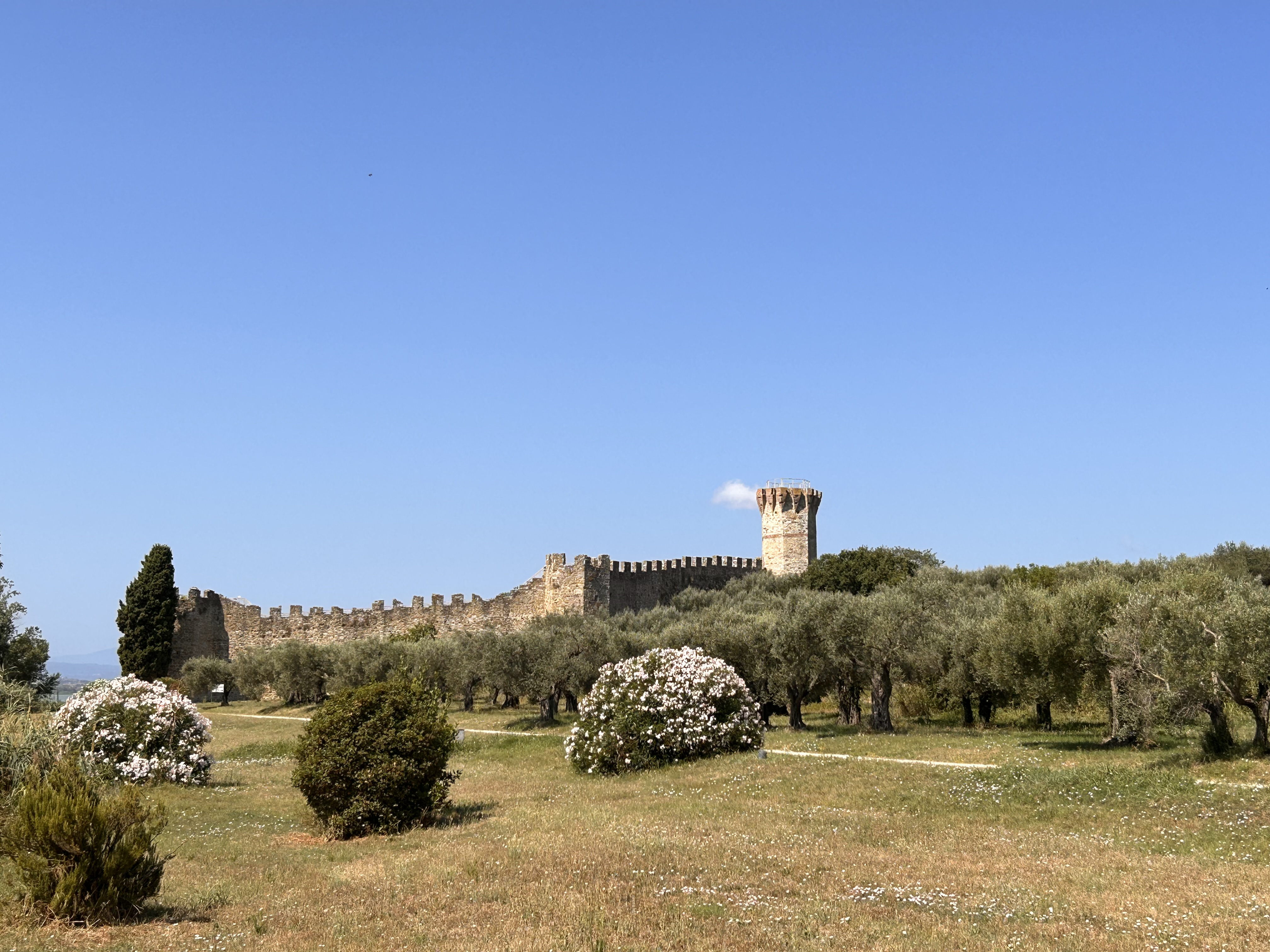
Ansicht von Osten
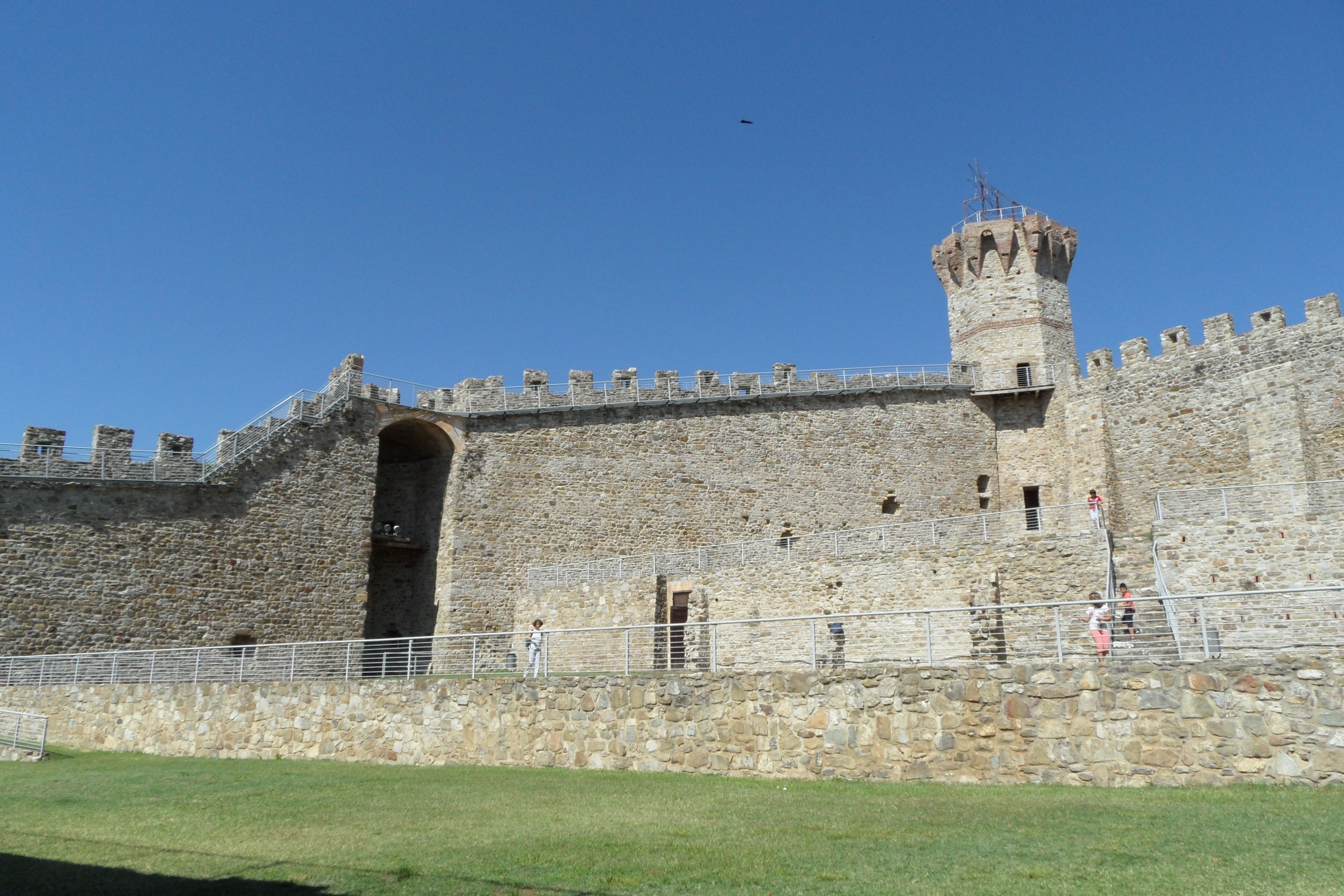
Nordostecke
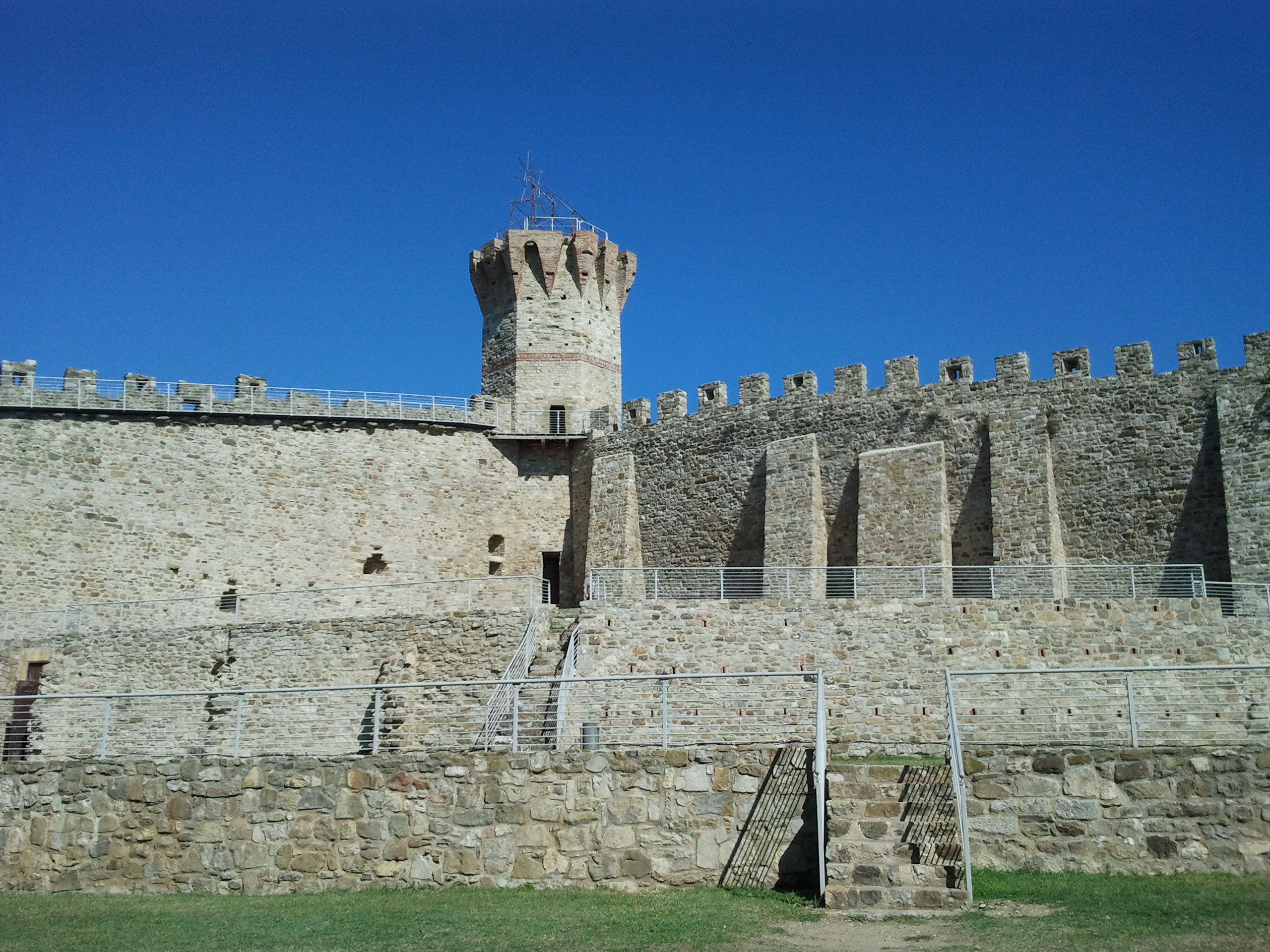
Bergfried